# Frank Ifield

Welterfolg mit
I Remember You
auf US-Label Vee-Jay

Francis Edward „Frank“ Ifield OAM (* 30. November 1937 in Coventry; † 18. Mai 2024 in Sydney) war ein englischsprachiger Country- und Pop-Sänger. Er war in den 1950er und 1960er hauptsächlich in Australien und Großbritannien erfolgreich. 

## Leben
Ifield lebte mit seiner Familie zunächst acht Jahre in Großbritannien, danach wanderten die Ifields 1946 nach Australien aus und ließen sich in Dural, nordwestlich von Sydney, nieder. Er wuchs in einer musikalisch engagierten Familie auf. Sein Großvater war Sänger und Tänzer in einer Minstrel Show. Seine Eltern schenkten ihm zum 11. Geburtstag eine Ukulele, als 12-Jähriger bekam er vom Großvater eine Gitarre als Weihnachtsgeschenk. Ifield entdeckte seine Liebe zur Country-Musik, und schon mit 13 Jahren trat er mit Country-Songs in der Amateurshow eines australischen Radiosenders auf. Danach folgten Auftritte bei mehreren öffentlichen Musikveranstaltungen. 
1955 nahm er bei der australischen Plattenfirma Regal Zonophone seine erste Single mit den Titeln Did You See My Daddy Over There / There’s a Love Knot in My Lariat (Katalog-Nr. G25400) auf. Seine musikalische Karriere wurde 1957 durch den Militärdienst unterbrochen, anschließend hatte er Mühe, wieder in das Showbusiness zurückzufinden. Erst durch Auftritte in Fernsehshows wurde sein Name wieder bekannt. Einen weiteren Karriereschub wurde 1959 durch den Wechsel zum Columbia-Label eingeläutet, wo in Australien bis 1967 27 Singles veröffentlicht wurden.

Erster UK-Charterfolg
Lucky Devil
auf Columbia 4399

Sein Manager Peter Gormely bereitete Ende 1959 mit einem Auftritt im London Palladium Ifields Rückkehr nach Großbritannien vor. Dieser wurde auch durch die Tatsache begünstigt, dass das Columbia-Label auch dort vertreten war. Nach einer Tour durch diverse Fernsehshows wurde Norrie Paramor Ifields neuer Manager, und Columbia UK brachte Anfang 1960 Ifields erste Single Lucky Devil / Nobody Else But You (Nr. 4399) heraus. Der Titel Lucky Devil fand sofort Aufnahme in die britischen Musikcharts, wo er mit Rang 22 die beste Notierung erreichte. Danach dauerte es bis 1962, ehe Ifield zu seinem ersten großen Plattenerfolg kam. Mit Jodelsong I Remember You, der millionenfach verkauft wurde, schaffte er zugleich den internationalen Durchbruch. Der Titel kam nicht nur in Großbritannien auf Platz 1, sondern auch in Irland, Australien und Neuseeland. In Südafrika kam der Song auf Platz 2, in Kanada auf den 4. Platz. 
I Remember You fand auch in den Vereinigten Staaten Beachtung, wo ihn Billboard mit Platz 5 am besten notierte. Es war zugleich die erste Ifield-Veröffentlichung auf dem US-Plattenmarkt, herausgebracht von der Plattenfirma Vee-Jay, die dort bis 1963 sechs Ifield-Singles veröffentlichte. Später übernahmen Capitol Records (1963–1965) und Hickory (1966–1970) den Vertrieb der Ifield-Platten in den Staaten. Weniger erfolgreich war Ifield mit I Remember You in Deutschland. Der Titel wurde von der deutschen Columbia-Dependance im Oktober 1962 unter der Katalog-Nummer 22326 herausgebracht, erreichte aber bei Musikmarkt nur den 39. Platz. Auf der Rückseite der Platte sang Ifield den deutschsprachigen Titel So leicht lernt man das Jodeln, eine Coverversion seines Songs She Taught Me How to Yodel.
In Großbritannien stürmte Ifield auch weiter die Hitparaden. Bereits der 1962er Nachfolgetitel Lovesick Blues wurde wieder ein Nummer-1-Hit. 1963 erreichten die Titel The Wayward Wind und I’m Confessin ebenfalls die Spitzenposition. Ebenso erfolgreich war seine erste 1962 in Großbritannien herausgebrachte Langspielplatte I’ll Remember You. Bis 1966 war Ifield regelmäßig in den UK-Charts vertreten, doch beschränkten sich nach 1963 die Erfolge auf Großbritannien. Sein letzter Top-50-Erfolg war Call Her Your Sweetheart im Jahr 1966. Im selben Jahr trat Ifield anlässlich seines Vertragsabschlusses mit der US-Plattenfirma Hickory in der Grand Ole Opry in Nashville, Tennessee auf und erhielt die Ehrenbürgerschaft des Staates Tennessee.
Als 1969 Ifields Plattenvertrag bei der britischen Columbia ausgelaufen war, veröffentlichte er 1969 noch zwei Singles bei Decca Records. 1970 gründete er mit Frank Ifield Records (FIR) ein eigenes Label. 1980 fand er Aufnahme in das Guinness-Buch der Rekorde, das für ihn 158 Wochen in den UK-Pop-Charts und die Nr. 24 in den Top 100 aller Zeiten notierte. Als 1982 sein Vater in Australien an Krebs starb und Ifields Ehe nach 17 Jahren zerbrach, löste der Stress eine schwere Lungenentzündung aus, in deren Folge er sich einer Lungenoperation unterziehen musste. Erst nach einem Jahr war er wieder zu Auftritten fähig, er trat in diversen Radio- und Fernsehshows auf und veranstaltete wieder Tourneen in Großbritannien und Europa. 1991 kehrte er als Frank Ifield featuring The Backroom Boys mit der Neuaufnahme seines 1962er-Erfolgs She Taught Me How to Yodel noch einmal in die UK-Charts zurück, wo der Titel Platz 40 erreichte. 2007 wurde Ifield mit der Aufnahme in die ARIA Hall of Fame geehrt. Für seine Verdienste um die Kunst als Entertainer wurde er 2009 mit der Medaille des Order of Australia ausgezeichnet.
Er starb im Mai 2024 im Alter von 86 Jahren in Sydney.

## Diskografie

### Alben
| Jahr | Titel                             | Höchstplatzierung, Gesamtwochen, AuszeichnungChartplatzierungen (Jahr, Titel, Platzierungen, Wochen, Auszeichnungen, Anmerkungen) | Höchstplatzierung, Gesamtwochen, AuszeichnungChartplatzierungen (Jahr, Titel, Platzierungen, Wochen, Auszeichnungen, Anmerkungen) | Höchstplatzierung, Gesamtwochen, AuszeichnungChartplatzierungen (Jahr, Titel, Platzierungen, Wochen, Auszeichnungen, Anmerkungen) | Anmerkungen |
| Jahr | Titel                             | UK | US | Country | Anmerkungen |
| ---- | --------------------------------- | --- | --- | --- | ----------- |
| 1962 | I Remember You                    | UK3 (36 Wo.)UK | — | — |             |
| 1963 | Born Free                         | UK3 (32 Wo.)UK | — | — |             |
| 1964 | Blue Skies                        | UK10 (12 Wo.)UK | — | — |             |
| 1964 | Frank Ifield’s Greatest Hits      | UK9 (3 Wo.)UK | — | — |             |
| 1966 | Frank Ifield’s Tale of Two Cities | — | — | Country35 (4 Wo.)Country |             |

grau schraffiert: keine Chartdaten aus diesem Jahr verfügbar
Weitere Alben
- 1959: Yours Sincerely
- 1963: Frank Ifield
- 1965: Portrait in Song
- 1965: Up Jumped a Swagman
- 1975: Joanne

### Singles
| Jahr | Titel Album                    | Höchstplatzierung, Gesamtwochen, AuszeichnungChartplatzierungen (Jahr, Titel, Album, Platzierungen, Wochen, Auszeichnungen, Anmerkungen) | Höchstplatzierung, Gesamtwochen, AuszeichnungChartplatzierungen (Jahr, Titel, Album, Platzierungen, Wochen, Auszeichnungen, Anmerkungen) | Höchstplatzierung, Gesamtwochen, AuszeichnungChartplatzierungen (Jahr, Titel, Album, Platzierungen, Wochen, Auszeichnungen, Anmerkungen) | Anmerkungen           |
| Jahr | Titel Album                    | UK | US | Country | Anmerkungen           |
| ---- | ------------------------------ | --- | --- | --- | --------------------- |
| 1960 | Lucky Devil –                  | UK22 (8 Wo.)UK | — | — |                       |
| 1960 | Gotta Get a Date –             | UK49 (1 Wo.)UK | — | — |                       |
| 1962 | I Remember You –               | UK1 (28 Wo.)UK | US5 (11 Wo.)US | — |                       |
| 1962 | Lovesick Blues –               | UK1 (17 Wo.)UK | US44 (7 Wo.)US | — |                       |
| 1963 | The Wayward Wind –             | UK1 (13 Wo.)UK | — | — |                       |
| 1963 | Nobody’s Darlin’ but Mine –    | UK4 (16 Wo.)UK | — | — |                       |
| 1963 | Confessin’ (That I Love You) – | UK1 (16 Wo.)UK | US58 (7 Wo.)US | — |                       |
| 1963 | Mule Train –                   | UK22 (6 Wo.)UK | — | — |                       |
| 1964 | Don’t Blame Me –               | UK8 (13 Wo.)UK | — | — |                       |
| 1964 | Angry at the Big Oak Tree –    | UK25 (8 Wo.)UK | — | — |                       |
| 1964 | I Should Care –                | UK33 (3 Wo.)UK | — | — |                       |
| 1964 | Summer Is Over –               | UK25 (6 Wo.)UK | — | — |                       |
| 1964 | Please –                       | — | US71 (6 Wo.)US | — |                       |
| 1965 | Paradise –                     | UK26 (9 Wo.)UK | — | — |                       |
| 1966 | No One Will Ever Know –        | UK25 (4 Wo.)UK | — | Country42 (6 Wo.)Country |                       |
| 1966 | Call Her Your Sweetheart –     | UK24 (11 Wo.)UK | — | Country28 (14 Wo.)Country |                       |
| 1968 | Good Morning, Dear –           | — | — | Country67 (3 Wo.)Country |                       |
| 1968 | Oh, Such a Stranger –          | — | — | Country68 (4 Wo.)Country |                       |
| 1991 | She Taught Me How to Yodel –   | UK40 (4 Wo.)UK | — | — | mit The Backroom Boys |

Weitere Singles
- 1959: True
- 1959: Teenage Baby
- 1965: Don’t Make Me Laugh
- 1965: Lonesome Number One
- 1967: Out of Nowhere
- 1967: Up, Up and Away
- 1969: It’s My Time
- 1972: Daddy Don’t You Walk So Fast